# Ikechukwu Kalu
Ikechukwu Kalu (* 18. April 1984 in Kaduna) ist ein nigerianischer ehemaliger Fußballspieler. Der Name Ikechukwu bedeutet Energie von Gott.

## Verein
Kalu begann seine Karriere bei Jasper United in Nigeria. Im Sommer 2002 unterzeichnete er einen Vertrag bei Sampdoria Genua. Nach einer Saison bei Sampdoria, sicherte sich der AC Mailand seine Transferrechte und verlieh ihn nach Pro Patria, Pisa Calcio und FC Chiasso. Er schoss bei Chiasso in 48 Spielen insgesamt 28 Tore, daher kaufte sich Sampdoria Genua Kalu wieder zurück. Sein erstes Serie A Spiel machte er am 10. November 2007 gegen den FC Empoli.
Im Sommer 2008 wechselte er zu AC Bellinzona. Nach allerdings nur 20 Spielen und einem Tor, kehrte er im Juli 2010 zurück zum FC Chiasso. Danach spielte er nochmals für den AC Bellinzona und in Albanien für KS Teuta Durrës, ehe er nach Thailand zum Singhtarua FC wechselte. Von 2015 bis 2019 ist kein Verein von ihm bekannt, erst wieder im Sommer 2020 wurde er beim FC Agno in der Schweiz gelistet.

## Nationalmannschaft
Am 20. August 2003 absolvierte Kalu ein Testspiel für die nigerianische A-Nationalmannschaft gegen Japan. Bei der 0:3-Niederlage in Tokio stand er in der Anfangsformation und wurde in der 78. Minute für Femi Opabunmi ausgewechselt.